# Estación de Tenero
La estación de Tenero (del italiano: Stazione di Tenero) es la principal estación ferroviaria de las comuna Suiza de Tenero-Contra, en el cantón del Tesino.

## Historia y situación
La estación fue inaugurada en el año 1874 con la apertura al tráfico ferroviario de la línea Bellinzona - Locarno.
Se encuentra en el borde sur del núcleo urbano de Tenero, principal localidad de la comuna de Tenero-Contra. Cuenta con dos andenes laterales a los que acceden dos vías pasantes. A estas hay que sumar la existencia de una derivación en el este de la estación y un par de haces de vías toperas.
En términos ferroviarios, la estación se encuentra en la línea de vía única Bellinzona - Locarno. Sus dependencias ferroviarias colaterales son el apeadero de Gordola hacia Bellinzona, y la estación de Locarno, donde se encuentra uno de los dos extremos de la línea.

## Servicios ferroviarios
Los servicios operados por SBB-CFF-FFS se componen de servicios de corta distancia de ámbito regional, prestados por TiLo.
- S 20 Castione-Arbedo - Bellinzona - Cadenazzo - Locarno.